# 비욘드 사일런스
《비욘드 사일런스》(Jenseits Der Stille, Beyond Silence)는 독일에서 제작된 카롤리네 링크 감독의 1996년 드라마 영화이다. 실비 테스튀 등이 주연으로 출연하였고 제이콥 클라우센 등이 제작에 참여하였다.

## 출연

### 주연
- 실비 테스튀
- 타타나 트리엡
- 호위 시고

### 조연
- 엠마누엘 라부아
- 시빌레 카노니카
- 마티아스 하비흐
- 알렉산드라 볼즈
- 한자 치피온카

## 기타
- 공동제작: 토머스 마틴
- 공동제작: 마틴 슈마스만
- 공동제작: 안드레아스 슈레이트뮬러
- 미술: 수잔 빌링
- 의상: 카타리나 본 마티어스
- 배역: 리사 케스

## 한국어 더빙 성우진(MBC)
- 배정민 - 라라 (실비 테스튀/타타냐 트리엡)
- 최성우 - 클라리사 (시빌레 카노니카)
- 안장혁 - 그레고어 (마티아스 하비흐)
- 이상범 - 톰 (한사 크지피온카)
- 정희선 - 라라 할머니
- 박태호 - 라라 할아버지
- 박선영 - 라라 여동생
- 장성호
- 오주연
- 방성준
- 이원찬
- 정재헌
- 조현정